# 黒木重昭
黒木 重昭（くろき しげあき、1943年 - ）は、日本の実業家。書評専門紙「週刊読書人」の代表取締役社長。元ネットアドバンス副社長、元小学館執行役員。

## 経歴
- 宮崎県出身。
- 宮崎県立延岡高等学校を経て、高崎経済大学経済学部卒業。[2]
- 1966年小学館入社[3]。2004年に同社マーケティング局執行役員を退任後、同年7月ネットアドバンス副社長に就任。
- 2016年5月より現職[4]。

## 人物
小学館入社後は、地方の書店担当を10年ほどやった後、書籍・コミック・雑誌の販売、 営業企画、宣伝部と、マーケティングセクションはすべて経験。小学館でも稀有なオールラウンダーと言われていた。
株式会社ネットアドバンスでは、副社長としてジャパンナレッジの運営に従事。 デジタルデータベース事業の確立に貢献した。
同社退任後、「NPOふるさと回帰支援センター」相談員を経て、2016年5月24日より週刊読書人の代表取締役社長を務める。